# Investidura (parte 1)
 Investidura (parte 1) es el décimo cuarto capítulo de la cuarta temporada de la serie dramática El ala oeste de la Casa Blanca.

## Argumento
Durante la semana previa a la investidura se produce un genocidio en Kundun (África). Poco después se anuncia una declaración de condena en la ONU pero ninguna acción concreta. Como por ejemplo una intervención militar. Toby y Will dan los últimos retoques al discurso: este último desea poner énfasis en una actitud más activa en asuntos exteriores. Por ejemplo implicándose en casos como el del país africano. Deberá enfrentarse a la actitud pasiva de personas como el ayudante del Secretario de Estado, Bryce Lilly, quien además le dirá que tiempo atrás tuvo muchos roces con su padre, un general de la OTAN.
Donna se entera de que Jack Reese ha sido trasladado a Aviano. Lo que no sabe es que ha sido debido a un enfrentamiento entre Leo McGarry y el Secretario de Defensa. Este último le pide a un miembro de la inteligencia un informe sobre las posibles bajas en la intervención de Kundun. Reese será el encargado de conseguir dicho informe. Tras verse superado, el Secretario de Defensa lo enviará a Italia.
Por su parte C.J. Cregg sigue huyendo de Danny Concannon, aunque sus sentimientos por él cada vez van creciendo. El asunto de la desaparición del Ministro de Defensa de Qumar sigue atormentándole. Por último, el Presidente Bartlet busca una buena Biblia con la que realizar el juramento. Su idea inicial es usar la familiar, usada durante generaciones. Pero tras una donación a Nuevo Hampshire, no podrá emplearla. Finalmente Charlie le conseguirá una de la Biblioteca del Congreso que antes había estado en un motel.

## Premios
- Nominanada a la mejor serie dramática en los Premios Emmy.[1]